# Didymocentrus waeringi
Espèce
Didymocentrus waeringi est une espèce de scorpions de la famille des Diplocentridae.

## Distribution
Cette espèce est endémique de la Grenade.

## Description
Le mâle holotype mesure 38,90 mm et la femelle paratype 41,10 mm.

## Étymologie
Cette espèce est nommée en l'honneur d'Erik Norman Kjellesvig-Waering.

## Publication originale
- Francke, 1978 : Systematic revision of diplocentrid scorpions (Diplocentridae) from circum-Caribbean lands. Texas Tech University Museum Special Publications, no 14, p. 1-92 (texte intégral).